# 韋爾尼揚卡
49°8′16″N 29°4′12″E / 49.13778°N 29.07000°E
韋爾尼揚卡（烏克蘭語：Вернянка），是烏克蘭的村落，位於該國西南部文尼察州，由文尼察區負責管轄，始建於1800年，面積0.72平方公里，海拔高度235米，2001年人口75，人口密度每平方公里104.9人。